# Gilles Delion
Gilles Delion (Saint-Étienne, 5 de agosto de 1966) foi um ciclista francês, que foi profissional entre 1988 e 1996. Suas vitórias mais importantes foram o Giro de Lombardia de 1990, uma etapa no Tour de France e a Clássica dos Alpes de 1992. Em 1990 ganhou a camisa branca como melhor jovem do Tour de France.

## Palmarés
- 1989
  - 1º ao Grande Prêmio de Lugano
- 1990
  - 1º à Giro de Lombardia
  - Vencedor de uma etapa do Critérium Internacional
  -  1º da Classificação dos jovens do Tour de France
- 1992
  - 1º à Clássica dos Alpes
  - Vencedor de uma etapa do Tour de France
- 1993
  - Vencedor de duas etapas da Mi-Août Bretonne
- 1994
  - 1º ao Grande Prêmio da Villa de Rennes
  - 1º ao Grande Prêmio Ciclista a Marsellesa
  - Vencedor de uma etapa do Tour de l'Ain

## Resultados em Grandes Voltas
| Corrida         | 1990 | 1991 | 1992 | 1993 | 1994 | 1995 |
| --------------- | ---- | ---- | ---- | ---- | ---- | ---- |
| Giro de Itália  | -    | -    | -    | -    | -    | Ab.  |
| Tour de France  | 15º  | 21º  | 58º  | -    | -    | Ab.  |
| Volta a Espanha | -    | -    | -    | -    | -    | Ab.  |

-: não participa
Ab.: abandono
X: edições não celebradas